# Atsede Habtamu
Atsede Habtamu (26 octobre 1987, Addis-Abeba) est une athlète éthiopienne, spécialiste du marathon.

## Palmarès
| Date | Compétition          | Résultat | Performance                        |
| ---- | -------------------- | -------- | ---------------------------------- |
| 2009 | Marathon de Berlin   | 1re      | 2 h 24 min 42 s                    |
| 2010 | Marathon d'Eindhoven | 1re      | 2 h 25 min 35 s                    |
| 2011 | Marathon de Daegu    | 1re      | 2 h 25 min 52 s                    |
| 2011 | Marathon de Berlin   | 4e       | 2 h 24 min 25 s (record personnel) |
| 2012 | Marathon de Tokyo    | 1re      | 2 h 25 min 28 s                    |